# Bernard Khoury
Bernard Khoury (Beirut, 1969) è un architetto libanese.
Figlio dell'architetto modernista libanese Khalil Khoury, dopo gli studi accademici presso la Rhode Island School of Design e il Master in Architettura ricevuto dalla Harvard University nel 1993, è tornato nel suo paese d'origine dove ha iniziato la carriera professionale. Una delle sue opere più celebri è il B 018, una discoteca completamente interrata costruita nel 1998 in un'area semi-industriale nei dintorni di Beirut.